# Pouy-de-Touges
Pouy-de-Touges település Franciaországban, Haute-Garonne megyében. Lakosainak száma 432 fő (2022. január 1.). Pouy-de-Touges Lautignac, Le Fousseret, Castelnau-Picampeau, Casties-Labrande, Gratens, Labastide-Clermont, Montastruc-Savès és Saint-Araille községekkel határos.

## Népesség
A település népességének változása:
| Lakosok száma | 295  | 233  | 208  | 311  | 381  | 398  | 407  | 412  | 419  | 432  |
|               | 1968 | 1982 | 1990 | 2006 | 2013 | 2015 | 2017 | 2019 | 2020 | 2022 |